# Ansar al-Scharia (Libyen)

Flagge der Ansar asch-Scharia

Ansar al-Scharia (arabisch أنصار الشريعة Anṣār asch-Scharīʿa ‚Anhänger des islamischen Rechts‘) ist der Name mehrerer salafistischer libyscher Milizen. Vor allem ist damit die unter Mohammed al-Zahawi aus Bengasi operierende Miliz gemeint, seltener die unter Abu Sufian bin Qumu in Darna (siehe unten). Die Miliz ist lose mit der Terrororganisation Islamischer Staat verbunden.

## Struktur & Ideologie
Ansar al-Scharias Anführer ist Mohammed al-Zahawi, der während der Herrschaft von Muammar al-Gaddafi im Abu-Salim-Gefängnis inhaftiert war. Formal unterliegt die Führung einem Rat aus acht Mitgliedern, darunter al-Zahawi und der für religiöse Angelegenheiten zuständige Nasser al-Tarschani (ebenfalls ehemaliger Abu-Salim-Insasse).
Ansar al-Scharia verlangt die Einführung islamischen Rechts für Libyen und lehnt Demokratie als unislamisch ab. Sufismus wird von ihr als ketzerisch beurteilt. Ansar al-Scharia werden, unter anderem von Mohamed Yusuf al Magariaf, Verbindungen zu al-Qaida im Islamischen Maghreb (AQIM) nachgesagt. Es liegen widersprüchliche Angaben von amerikanischen Regierungsvertretern darüber vor, ob es am 11. September 2012, dem Tag des Angriffs auf das amerikanische Konsulat in Bengasi (siehe unten) Kommunikation zwischen Ansar al-Scharia und AQIM gegeben hat.

## Geschichte
Ansar al-Scharia spaltete sich im Sommer 2011 während des Bürgerkrieges in Libyen von der Brigade des 17. Februar ab. Sie trat erstmals während der Kämpfe um Sirte 2011 in Erscheinung; zu dieser Zeit hatte sie ca. 200 bis 300 Mitglieder. Nach Angaben des Anführers der Brigade des 17. Februars, Fawzi Bukatef, waren Mitglieder am Attentat auf Abd al-Fattah Yunis beteiligt.
Ansar al-Scharia gab ihre Gründung im Februar 2012 bekannt. Nach Gaddafis Sturz etablierte sie ihr Hauptquartier in Bengasi, wo sie unter anderem auch Sicherheitskräfte für das örtliche al-Jala-Krankenhaus und zeitweilig auch den Flughafen stellten. Zu weiteren von Ansar al-Scharia ausgeübten lokalen Dienstleistungen gehörten Straßenreinigung und -instandhaltung und Hilfsdienste während des Ramadan sowie die Eröffnung einer Klinik mit kostenloser Behandlung für Arme und die Einrichtung eines Rehabilitationszentrums für Drogensüchtige.
Im Juni 2012 organisierte Ansar al-Scharia eine Konferenz mit anderen Milizen und insgesamt ca. 1000 Besuchern, auf der sie die Einführung islamischen Rechts (Scharia) für Libyen verlangte. Eine Parade von bewaffneten Anhängern mit Kleinlastwagen durch Bengasi zur Propagierung dieser Forderung wurde durch Anwohner mit Gegenprotesten mit Rap-Musik und Steinwürfen begegnet. Ansar al-Scharia wird verdächtigt, am 10. Juni einen Anschlag mit einer reaktiven Panzerbüchse auf ein Fahrzeug des britischen Botschafters Dominic Asquith verübt zu haben, bei dem zwei seiner Leibwächter verletzt wurden. Am 18. Juni griffen Anhänger von Ansar al-Scharia die tunesische Botschaft anlässlich einer Kunstausstellung mit islamischen Motiven im tunesischen La Marsa an. Tage vor der Wahl zum libyschen Nationalkongress 2012 erklärte al-Zahawi in einem Fernsehinterview Wahlen für unislamisch.
Im August wurde berichtet, dass Ansar al-Scharia Sufi-Schreine im Land zerstörte, was im September von al-Zahawi zugegeben wurde. Auch für die Entweihung britischer Soldatengräber aus dem Zweiten Weltkrieg wird Ansar al-Scharia verantwortlich gemacht.
Ansar al-Scharia wird für den Angriff auf das amerikanische Konsulat in Bengasi am 11. September 2012 verantwortlich gemacht, dessen angeblicher Anlass der antiislamische Film Innocence of Muslims war und bei dem vier Menschen, darunter der amerikanische Botschafter J. Christopher Stevens, ums Leben kamen. Als ein alternativer Anlass gilt ein Aufruf des al-Qaida-Anführers Aiman az-Zawahiri, für den Tod von Abu Yahya al-Libi Rache zu nehmen. Zeugen sprechen davon, dass Ansar al-Scharia den Angriff geleitet habe. Auf einer Pressekonferenz am 13. September wies sie durch ihren Sprecher Hani Mansouri die Verantwortung für den Angriff von sich, später wiederholte sie mehrfach diesen Standpunkt.
Am 21. September kam es im Rahmen von Demonstrationen zur Entwaffnung der Milizen in Libya zu Protesten gegen Ansar al-Scharia, wobei hunderte ihr Hauptquartier in Bengasi stürmten. Am 22. September wurde Ansar al-Scharia von tausenden von Protestierenden aus ihrem Hauptquartier und ihrer Militärbasis in Bengasi vertrieben; dabei wurden vier Menschen getötet und 34 verletzt. Viele Mitglieder blieben in der Stadt. 150 bis 200 Mitglieder von Ansar al-Scharia flohen nach al-Dschabal al-Achdar; libysche Streitkräfte blockierten daraufhin die Küstenstraße (Via Balbia) bei Susah und Darna mit mobilen Flugabwehrkanonen. Am 3. Oktober überfiel Ansar al-Scharia ein Polizeirevier in Susah und tötete dabei vier Polizisten. Angestellte des Jala-Krankenhauses in Bengasi forderten die Rückkehr von Ansar al-Scharia und beklagten sich über einen Mangel an Sicherheitskräften.
Mitte Oktober 2012 identifizierten libysche Regierungsstellen Ahmed Abu Khattala als Befehlshaber des Angriffs auf das amerikanische Konsulat; Khattala soll ein Anführer von Ansar al-Scharia und ehemaliger Insasse von Abu-Salim gewesen sein. Khattala stritt sowohl eine Mitgliedschaft in Ansar al-Scharia sowie die Verantwortung für den Angriff auf das Konsulat und den auf Zeugenaussagen basierenden Tathergang ab. Ende Juli 2013 stellten die Vereinigten Staaten die ersten Strafanträge gegen Verdächtige im Zusammenhang mit dem Angriff auf das Konsulat, darunter Khattala. Im Juni 2014 wurde Ahmed Abu Khattala von US-Spezialeinheiten in Bengasi gefasst. Ihm wird vorgeworfen, Drahtzieher des Überfalls auf das Konsulat gewesen zu sein.
Ansar al-Scharia konzentriert sich seit Mitte/Ende Oktober 2012 auf Daʿwa-Tätigkeiten, oft in Kooperation mit lokalen Behörden, Unternehmen und anderen Institutionen. Hierzu gehören unter anderem religiöse Unterweisungen für Jugendliche, Straßenreparatur- und -reinigungsarbeiten, Nachtpatrouillen am Stadtrand von Bengasi, das Konfiszieren von Alkohol und anderen Drogen, das Verteilen geschlachteter Schafe an bedürftige Familien zum Opferfest, Versenden von Hilfsgütern für Syrien und Gaza, Koran-Wettbewerbe für Kinder, Instandhaltung von Unterkünften für Arme, Säuberung von Schulen, Müllabfuhr und Brückenreparaturen sowie die Eröffnung einer Klinik für Frauen und Kinder, eines islamischen Zentrums für Frauen, einer Notaufnahme und einer religiösen Schule.
Ungefähr im Januar 2013 war Ansar al-Scharia offen nach Bengasi zurückgekehrt, wo sie Kontrollen an den Grenzen im Westen der Stadt durchführten und wiederum die Sicherheit für das örtliche Zentralkrankenhaus gewährleisteten. Ein libyscher Regierungssprecher erklärte die Rückkehr mit der Unterstützung durch die örtliche Bevölkerung, die wiederum auf einen gravierenden Mangel an Polizei- und Militärkräften im Land zurückzuführen sei.
Bei der jährlichen Konferenz von Ansar al-Scharia Anfang Juni 2013 waren ca. 2000 Teilnehmer anwesend. Am 28. Juni gründete sie eine Zweigstelle in Sirte, am 6. August eine weitere in Adschdabiya.
Am 11. September 2013 wurde im Repräsentantenhaus der Vereinigten Staaten von Ted Poe, Ron DeSantis, Jack Kingston, Ted Yoho, Louie Gohmert, Joseph R. Pitts, Randy Weber, Tim Walberg, Steve King und Joe Wilson eine Gesetzesvorlage mit dem Kurztitel Ansar al-Sharia Terrorist Designation Act of 2013 eingebracht, die an das United States House Committee on the Judiciary weitergeleitet wurde. Damit soll das US-Außenministerium angewiesen werden, Ansar al-Scharia auf die von ihr verwaltete Liste von terroristischen Organisationen im Ausland zu setzen.
Seit der Nacht vom 24. auf den 25. November 2013 kam es zu Zusammenstößen zwischen der Libyschen Armee und Ansar al-Scharia in Bengasi. Dabei wurden mindestens drei Menschen getötet und ein Dutzend verletzt. Die staatliche Nachrichtenagentur Libyens berichtete von sieben getöteten libyschen Soldaten und mehr als 39 Verletzten. Am 26. bzw. 27. November kam es erneut zu Zusammenstößen, dabei wurden neun Menschen getötet. Ende der Woche verletzten Mitglieder Ansar al-Scharia mit einem Anschlag drei libysche Soldaten schwer. Am 1. Dezember wurde Ansar al-Scharias Klinik zur Behandlung von schwarzer Magie in Benghazi durch einen Bombenanschlag beschädigt.
In einem Interview mit al-Quds al-arabi, das am 3. Dezember veröffentlicht wurde, stritt Mohammed al-Zahawi jegliche Verbindung von Ansar al-Scharia mit al-Qaida ab und verneinte ebenfalls Ansar al-Scharias Beteiligung an den jüngsten Anschlägen auf libysche Richter und Sicherheitskräfte; al-Zahawi sprach in diesem Zusammenhang von einer Medienkampagne gegen seine Organisation.
Im August 2014 eroberten Kämpfer der Fadschr Libia, die mit der Ansar al-Scharia verbündet ist, den Tripoli International Airport. Kämpfer der Ansar al Scharia brachten Teile von Bengasi unter ihre Kontrolle.
Im Mai 2017 gab die Gruppe ihre Auflösung bekannt. Fast die gesamte Führung und weitere Kämpfer wurden bei Kämpfen mit den Gruppen um Chalifa Haftar getötet, und viele ihrer Kämpfer seien zum Islamischen Staat und anderen dschihadistischen Milizen in der Gegend um Zawiya und Tripolis übergelaufen.

## Darna
Die Ansar al-Scharia in Darna wurden angeführt von Abu Sufian bin Qumu, einem ehemaligen Insassen des Gefangenenlagers der Guantanamo Bay Naval Base. Bin Qumu ist ein ehemaliger Panzerfahrer der libyschen Armee, verbrachte zehn Jahre bis zu seiner Flucht 1993 im Gefängnis, wonach er über Ägypten nach Afghanistan migrierte und im Torkham-Lager von Osama bin Laden trainierte. Er beteiligte sich am Kampf der Mudschaheddin gegen die sowjetische Intervention in Afghanistan und arbeitete anschließend als Fahrer für ein Unternehmen von bin Laden im Sudan. Nach Angaben der libyschen Regierung war er zudem in dieser Zeit Mitglied der Libyschen Islamischen Kampfgruppe und dessen Militär-Komitee. 1997 setzte er sich ins pakistanische Peschawar ab. Ab 1998 nahm er am Kampf der Taliban gegen die Nationale Islamische Vereinigte Front zur Rettung Afghanistans teil. Nach der Festnahme durch pakistanische Polizei und die Übergabe ans US-Militär wurde er am 5. Mai 2002 in Guantanamo eingewiesen. Am 28. September 2007 wurde er nach Libyen abgeschoben, wo er 2008 auf Grund einer Amnestie freigelassen wurde. Seit ca. März/April 2011 beteiligte er sich als Ausbilder in Darna auf Seite der Aufständischen im Bürgerkrieg.
In einem Online-Artikel von Fox News wurde unter Berufung auf nachrichtendienstliche Quellen berichtet, dass davon ausgegangen werde, dass sich bin Qumu an der Attacke auf das amerikanische Konsulat beteiligt und diesen vielleicht sogar angeführt habe. Ein Vertreter der Obama-Administration für äußere Sicherheit widersprach diesem Bericht gegenüber Mother Jones, für ein Anführen, Leiten, Planen oder Koordinieren des Angriffs durch bin Qumu gebe es keine Belege.
Abu Sufian bin Qumu wurde am 14. April 2013 in Darna angeschossen.